# Filantropica
Filantropica este un film de comedie românesc din 2002, regizat de Nae Caranfil după propriul scenariu. Rolurile principale sunt interpretate de Mircea Diaconu, Gheorghe Dinică, Mara Nicolescu, Viorica Vodă și Florin Zamfirescu. Acest film a fost propunerea României la Premiul Oscar pentru cel mai bun film străin în 2003.

## Rezumat
La începutul filmului se află următorul intertitlu: „A fost odată un oraș în care locuitorii se împărțeau în prinți și cerșetori. Între aceste două lumi nu existau decât câini vagabonzi. Ei formau clasa de mijloc.”.

## Distribuție
- Mircea Diaconu — Ovidiu Gorea, profesor de limba română la Liceul 22 din București
- Gheorghe Dinică — Pavel „Pepe” Puiuț, președintele Fundației Filantropica
- Mara Nicolescu — Miruna Stan, secretara Fundației Filantropica
- Viorica Vodă — Diana, manechin, sora lui Robert Dobrovicescu
- Florin Zamfirescu — poetul Gării de Nord
- Cristian Gheorghe — Robert Dobrovicescu, elev golan
- Florin Călinescu — el-însuși, realizatorul emisiunii „Chestiunea Zilei”
- Monica Ghiuță — dna Gorea, mama lui Ovidiu
- Constantin Drăgănescu — dl Gorea, tatăl lui Ovidiu
- Dan Aștilean — „Gigi Piedone”, supraveghetorul cerșetorilor
- Marius Florea Vizante — Bulache Fotică, băiat de bani gata
- Valentin Popescu — recuperator
- Ovidiu Niculescu — „Ruladă”, ospătarul de la restaurantul „Le petit Paris”
- Constantin Chelba — „Relu Baronul”, mafiotul din restaurantul „Le petit Paris”
- Liviu Timuș — recuperator
- Marius Rizea — Bucescu, elevul lui Ovidiu
- Ioan Georgescu
- Ion Albu — Gheorghe Stănete, ospătarul de la restaurantul „Karaoke”
- Lupu Buznea — cerșetorul șchiop
- Lenuța Luțescu — dna Laura, cântăreața de la restaurantul „Le petit Paris”
- Carmen Ciorcilă
- Mihaela Mitrache — profesoara de limba română a lui Ovidiu
- Ion Ștefan Claudiu
- Cristian Rotaru
- Gabriela Butuc — Vera, fosta iubită a lui Ovidiu
- Adrian Cucu
- Marius Capotă
- Radu Zetu
- Beatrice Chiriță
- Gabriela Bobeș
- Mimi Brănescu
- Gavril Pătru — ospătarul din prima seară petrecută în restaurant
- Domnița Iscru
- Marian Stan
- Liviu Topuzu — ospătar
- Cristian Toma — ospătarul cu barbă
- Bogdan Talașman
- Dragoș Stoica — ospătar
- Ioan Coman
- Silviu Geamănu — librarul
- Zina Fedorov
- Gabriela Baciu
- Otilia Toma
- Alexandru Gheorghiu — Ovidiu adolescent
- Ada Solomon — musafir la masă (menționată Adriana Solomon)
- Dragoș Moștenescu
- Ion Lupu
- Andreea Vulpe
- Daniel Tomescu
- George Lungoci
- Cristina Juncu
- Cici Caraman
- Simina Siminie
- Constantin Nanuc
- Liliana Prepelniciuc
- Horia Baciu
- Alexandru Șotae
- Petre Petrescu
- Robert Mang
- Nae Caranfil — cântărețul de karaoke (nemenționat)
- Anamaria Marinca — reporter TV (nemenționată)

### Dublaj de voce
- Cătălina Mustață — Diana
- Valentin Teodosiu — crainicul de la Pro TV (nemenționat)

## Producție
Filantropica a fost produs de Domino Film, Mact Productions și MediaPro Pictures, cu sprijinul Centrului Național al Cinematografiei și Canal+. Acest film a fost susținut de Eurimages.
Pe genericul de final producătorii mulțumesc următoarelor companii și instituții pentru sprijinul acordat la realizarea filmului: Romanel International, Complex Herăstrău, Liceul Miguel de Cervantes, Supreme Gourmet, Editura Humanitas, Club Bassam's Why Not, Romovi Com, Ambiance, Domino '94, Autohouse Carrom, Panipat, Jariștea, Casa Oamenilor de Știință și RER-RWE Ecologic Service.
Filmul publicitar Domident prezentat în film a fost regizat de Ovidiu Bose-Paștină și filmat de Constantin Chelba. Muzica a fost compusă de Marius Mihalache, fiind adăugate piese muzicale complementare ale lui Radu Drăgănescu. Instrumentația a fost realizată de Adrian Belu, Alexandru Vasile, Ciprian Nicolae Ioniță și Constantin Nichita. Printre melodiile interpretate în film se află „Să nu-mi iei niciodată dragostea” a formației Holograf.

## Recepție
Filmul Filantropica a avut parte de un succes moderat la public, fiind vizionat de 113.302 de spectatori la cinematografele din România, după cum atestă o situație a numărului de spectatori înregistrat de filmele românești de la data premierei și până la data de 31.12.2007 alcătuită de Centrul Național al Cinematografiei. 
Criticul Tudor Caranfil nu a notat acest film (deoarece era tatăl regizorului) și a făcut următorul comentariu: „În Bucureștiul secolului XXI, a ieși în oraș, sâmbăta, la brațul unei femei frumoase, a devenit o investiție financiară riscantă. Un modest profesor de liceu nu și-ar putea-o permite! Îndrăgostit până peste cap de o mică sirenă cu veleități de manechin, Ovidiu cade în capcana întinsă de ”textierul” oficial al cerșetorimii bucureștene, devenind actorul ideal al unui adevărat experiment de psihologie colectivă. ”...Un film în care lirismul face loc ironiei acide, o poveste căreia regizorul (autor al scenariului), îi conferă o tușă mai curând lucidă decât ludică.” (Andreea Chiriac); ”Nici un moment de plictiseală, ”bogăție-sărăcie-sex”, umor în cascadă, melancolie subterană, telenovelă și postmodernism...” (Eugenia Vodă); ”Dacă vreți să percepeți cât mai exact și mai cinico-fin analizată lumea în care trăim, Filantropica este cea mai eficientă soluție... (Irina Nistor); ”Nae Caranfil continuă să sfideze, fără a epata.” (Sebastian S. Eduard); ”Continuând să prospecteze realități ale prezentului, regizorul și-a consolidat substanța moral-filozofică a demersului său artistic.” (Călin Căliman); ”Niciodată sărăcia nu a avut mai multă poezie!” (George Popescu); ”Când un film românesc apare din ani în paști și când mai e și un film bun, mai are rost să analizezi? zi mersi că-l vezi!...” (Cristian Tudor Popescu); ”Filantropica” împacă, în fine, spectatori și critici.” (Alex Leo Șerban); ”Filantropica e un film care creează dependență” (Gabriela Hurezean); ”Este cel mai armonios film al lui Nae Caranfil...” (Mircea Toma); ”Comic, inteligent, fluent și fără sentimentalisme moralizatoare, filmul arată dilema unei societăți cu mari diferențe de nivel de trai și schimbări paradigmatice ale normelor morale”. (Frankfurter Rundschau); ”Discurs acid cu situații incisive și joviale.” (Studio Magazine); ”Semi-poveste, semi-comedie amară, care amintește de filmele italiene ale unui Scola sau Risi” (L'Express); ”Un film coroziv pe care n-ar trebui să-l ratați sub nici un pretext” (Le Point); ”Caranfil a reluat pe seama sa și a României celebra formulă lansată de Gabin în ”Traversând Parisul”: ”coțcarii de săraci!” (...) Pariu câștigat. Surâzi și meditezi.” (Le Figaro); ”Dă fuga și-o vezi. Această operă românească (...) este o perlă de umor negru” (Le Parisien); ”Fabulă satirică despre exploatarea contemporană a carității” (Le Monde). A ridica o asemenea idee de bază la un nivel atât de înalt este o performanță pe care mulți scenariști de la Hollywood ar putea-o invidia! (”Variety”, 1 iulie 2002). Pr. UCIN costume Svetlana Mihăilescu; Pr. spec. juriu Wiesbaden, Prix du Public, Paris, Pr. juriului tânăr Mons., Pr. Publicului, Wuerzsburg 2003, Marele Premiu al Uniunii Cineaștilor. ”” 

## Premii
Uniunea Cineaștilor din România (UCIN) a distins acest film în 2001 cu șase premii: Marele Premiu (Filantropica), Premiul special al juriului (Gheorghe Dinică - pentru rolul din Filantropica) , Premiul pentru scenariu (Nae Caranfil), Premiul pentru scenografie (Svetlana Mihăilescu - pentru costumele din acest film), Premiul pentru interpretare rol principal masculin (Mircea Diaconu), Premiul pentru interpretare rol principal feminin (Mara Nicolescu).
Filantropica a fost propunerea României la Premiul Oscar pentru cel mai bun film străin în 2003, dar nu a fost acceptat în competiție.
Filmul a obținut premii la unele festivaluri internaționale de film și anume:
- Premiul juriului tânăr - Festivalul Internațional al Filmelor de Dragoste de la Mons (2002)
- Premiul publicului - Festivalul de Film de la Paris (2002)
- Premiul special al juriului - Wiesbaden goEast (2002)
- Premiul publicului - Săptămâna de Film Internațional de la Würzburg (2003)